# Дзьоган жовточеревий
Дзьога́н жовточеревий (Veniliornis dignus) — вид дятлоподібних птахів родини дятлових (Picidae). Мешкає в Анди.

## Опис

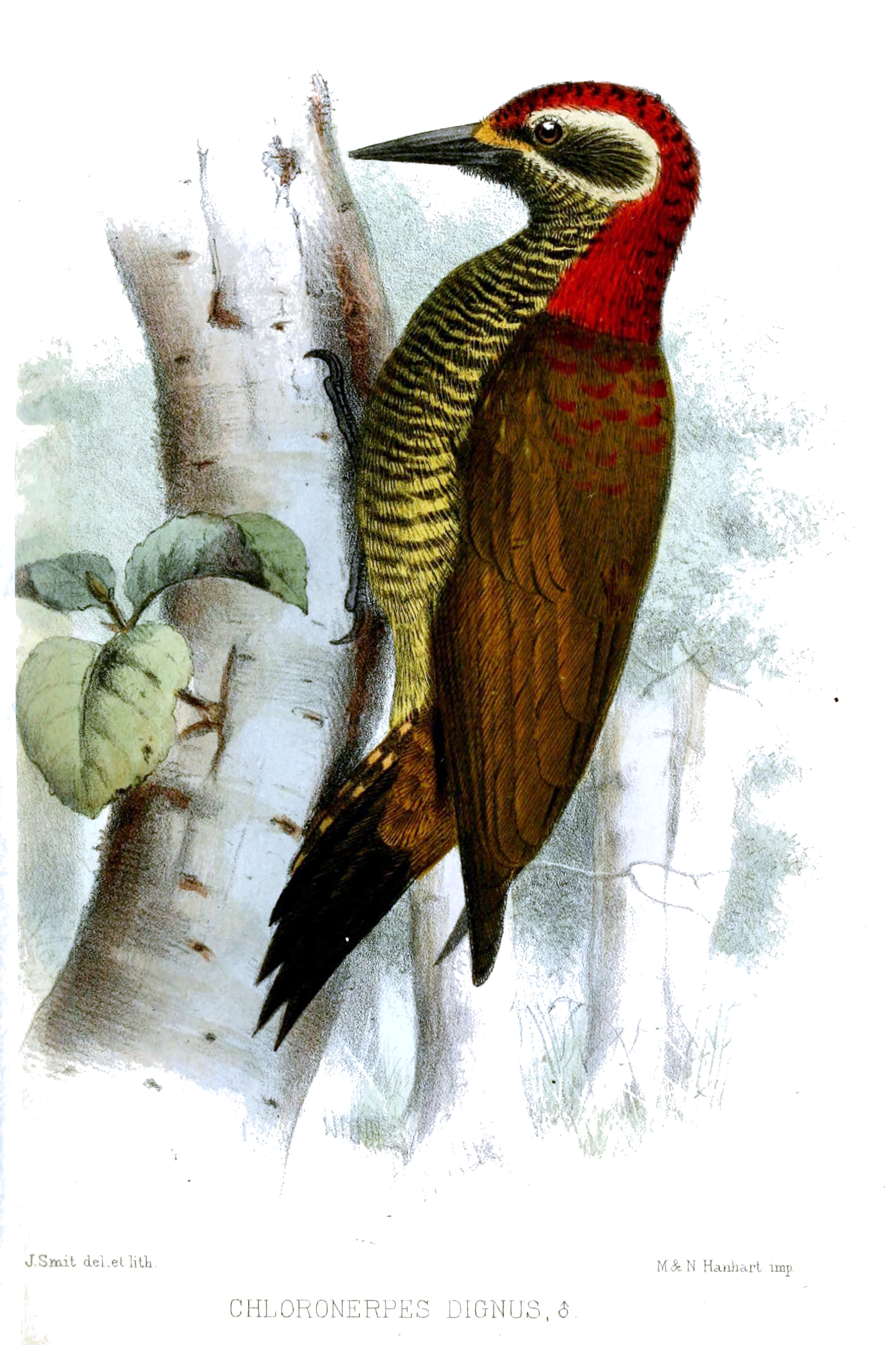
Жовточеревий дзьоган

Довжина птаха становить 15-18 см. Потилиця і тім'я чорні, поцятковані чорними смужками. У самців тім'я червоне, у самиць чорне. Верхня частина тіла оливково-зелена з бронзовим відтінком, хвіст темний. Нижня частина тіла жовтувата, поцяткована тонкими чорними, оливковими або сірими смужками. Гузка і нижні покривні пера хвоста рівномірно жовті. Обличчя сіре, над очима білі "Брови", під очима білі смуги. Очі червонуваті, дзьоб і лапи сірі.

## Підвиди
Виділяють три підвиди:
- V. d. dignus (Sclater, PL & Salvin, 1877) — Анди на крайньому заході Венесуели (Тачира), в Колумбії та в Еквадорі;
- V. d. baezae Chapman, 1923 — Еквадорські Анди;
- V. d. valdizani (Berlepsch & Stolzmann, 1894) — Перуанські Анди (центральний Амазонас).

## Поширення і екологія
Жовточереві дзьогани мешкають у Венесуелі, Колумбії, Еквадорі і Перу. Вони живуть у вологих гірських тропічних лісах та на плантаціях. Зустрічаютьсяпоодинці або парами, на висоті від 1200 до 2700 м над рівнем моря, переважно на висоті понад 1700 м над рівнем моря. Іноді приєднуються до змішаних зграй птахів. Сезон розмноження триває з березня по серпень.